# Der Pferdeapfel und die Rose
Der Pferdeapfel und die Rose ist die 1982 geschaffene Studioaufzeichnung der Co-Produktion des Fernsehens der DDR und der Hochschule für Schauspielkunst „Ernst Busch“ Berlin einer Theaterinszenierung von Ulrich Engelmann nach vier Einaktern von Georges Courteline.

## Handlung
1. Stück: Paragraph 330
Jean Phillip La Brige, der angibt ein 31-jähriger Philosoph aus Notwehr zu sein, steht im Jahr 1900 wegen Verstoßes gegen den § 330 des Strafgesetzbuches, der die Erregung eines öffentlichen Ärgernisses betrifft, vor einem Pariser Gericht. Aus einer Schwebebahn können die Fahrgäste in einem Fenster das entblößte Gesäß eines Mannes erblicken. Der Staatsanwalt behauptet, dass es sich um eine gezielte Provokation handelt, denn bereits 13 786 Personen haben sich darüber schriftlich beschwert, während La Brige entgegnet, dass er seinen Hintern nicht diesen Personen gezeigt habe, sondern diese ihn höchstens sehen konnten, als er sich in seiner Wohnung lediglich nach einem herunter gefallenen Geldstück gebückt hat.
La Brige weist darauf hin, dass sich seine Wohnung in fünf Meter Höhe über der Straße befindet, er gegenüber kein bebautes Grundstück hat und die Leute nur gegen Bezahlung der Gebühren für die Schwebebahn, die von der Städtischen Transportgesellschaft zur Erhöhung der Attraktivität der Weltausstellung gebaut wurde, in sein Fenster sehen können. Mehrere Verfahren gegen den Betrieb der Schwebebahn, deren Gerichtskosten er trug, gegen verschiedene Gegner, mit dem Ziel seine Ruhe wieder zu erhalten, verlor er. Nun hofft er, während des laufenden Verfahrens Recht zu bekommen, was ihm aber zum wiederholten Mal nicht gelingt. Das Urteil: 13 Monate Gefängnis, 25 Franc Geldstrafe und das Tragen der Gerichtskosten.
2. Stück: Das Recht auf Neujahrsgeschenke
Ein wohlhabender Familienvater nutzt den 1. Januar, um sich einen Überblick über die Neujahrsgeschenke zu verschaffen. Bei den erhaltenen Gaben geht das sehr schnell, denn es sind keine zu verzeichnen, aber die Gegebenen füllen mehrere Seiten, wenngleich Fotografien von sich selbst überwiegen. Als er eine kleine Pause macht, sieht er neben sich einen Soldaten sitzen. Auf die Frage nach seinem Begehr antwortet dieser, und das alles in Versen, dass er, Achill Leonidas Le Furz, der Kavalier seiner Kochmamsell sei, diese ständig besucht und sogar in des Hausherrn Bett beglückt und nun ein kleines Neujahrsgeschenk erwartet, da er doch irgendwie zum Haushalt gehört. Mit dem Geschenk von 20 Sou wird der Soldat aus dem Haus geschickt, die dieser auch gleich vertrinken will.
Kurz darauf öffnet sich die Haustür und in dieser steht ein Kutscher, der den Hausherrn vor längerer Zeit während einer Fahrt in einer Kurve aus der Kutsche verlor. In einem sehr frechen und brutalen Tonfall verlangt dieser ebenfalls ein Neujahrsgeschenk. Die angebotenen 20 Sou lehnt er erbost ab.
Der nächste Besuch ist eine heruntergekommene junge Frau, die er nicht gleich erkennt, obwohl er doch fünf Jahre mit ihr zusammen gewesen sein soll. Nach diesem Hinweis erkennt er sie als seine ehemalige Geliebte Louison, weshalb sie auch gleich von ihm auf den Mund geküsst sein will, was er aber ablehnt, da er verheiratet ist. Als sie ihn auch noch zum Tanz auffordert, läuft er davon und landet im Wintergarten in einem mit Wasser gefüllten Bassin.
3. Stück: Herr Badin
Ein Direktor im Ministerium bekommt vom Hausboten die morgendliche Post gebracht und fragt bei dieser Gelegenheit, ob denn der Angestellte Herr Badin anwesend sei. Als der Bote diese Frage mit Ja beantwortet, vermutet der Direktor erst, dass dieser bereits am frühen Morgen nicht mehr Nüchtern ist, denn Herr Badin ist eigentlich nie anwesend. Doch dann lässt er diesen kommen und plötzlich steht Herr Badin tatsächlich vor dem Herrn Direktor.
Auf die Frage, wo er denn die letzten 14 Tage wohl gewesen sei, antwortet Herr Badin, dass der Direktor doch lieber nicht fragen sollte. Doch dieser wies darauf hin, dass der Arzt, der ihn zu Hause untersuchen sollte, sechs Mal mit der Bemerkung, dass der Patient in der Kneipe sei, wieder zurückgeschickt wurde. Doch Badin hat eine andere Erklärung, denn dieses Mal ist sein Schwager verstorben. Das brachte den Direktor in Rage, denn vor drei Wochen verstarb die Tante, im vergangenen Monat der Onkel, der Vater zu Ostern und die Mutter zu Pfingsten, abgesehen von den vielen Cousins und Cousinen, die unter die Erde gebracht werden mussten. Dann sind da auch noch die kleine Schwester, die zweimal im Jahr heiratete und die großen Schwester, die alle drei Monate ein Kind bekommt.
Als der Direktor in diesem Gespräch die Kündigung ausspricht, ist Herr Badin sehr enttäuscht, hatte er doch mit einer Gehaltserhöhung gerechnet.
4. Stück: Die Boulingrins
Herr De Fricasse betritt das Haus der Familie Boulingrin, da er von ihnen während eines Spazierganges, vor mehreren Tagen, zu einer Tasse Tee eingeladen wurde. Während das Dienstmädchen ihm den Mantel abnimmt, nutzt er die Gelegenheit, sie über ihre Herrschaft auszufragen. Im Ergebnis kommt heraus, dass diese ein gastfreundliches, nettes Paar sind, die einen höflichen Umgang miteinander pflegen und sich sehr lieben. Daraufhin träumt De Fricasse bereits davon hier mindestens dreimal pro Woche seine Nachmittage zu verbringen.
Doch bereits kurz nach ihrem Eintreffen fangen Herr und Frau Boulingrin an, sich zu streiten. Es gelingt ihnen auch, ihren Besuch in den Streit hinein zu ziehen, wodurch der Streit immer heftiger und körperlicher wird. Die zum Probieren gereichte vergiftete Speise vom Hausherrn sowie den vergifteten Wein von dessen Frau, will Herr De Fricasse nicht zu sich nehmen. Den Schüssen aus dem Gewehr und den Messerwürfen kann er nur knapp entgehen. Während der Kämpfe geht zum Schluss das gesamte Mobiliar entzwei und die Wohnung gerät in Flammen. Herr De Fricasse kann nur noch völlig am Boden zerschlagen feststellen, dass der Tag doch nicht so verlaufen ist, wie er ihn sich ursprünglich vorstellte.

## Produktion
1982 wurde die Inszenierung von fünf Einaktern des französischen Komödienschreibers Georges Courteline von Regisseur Ulrich Engelmann mit Studenten des 3. Studienjahres der Hochschule für Schauspielkunst „Ernst Busch“ Berlin geschaffen und an etwa 25 Abenden im Berliner Arbeiter-Theater gezeigt. Für die Aufzeichnung im Fernsehstudio wurden aus sendetechnischen Gründen nur vier Stücke ausgewählt. Die Erstausstrahlung der in Farbe geschaffenen Aufzeichnung erfolgte am 2. Oktober 1982 im 2. Programm des Fernsehens der DDR.
Die Übersetzung aus der französischen Sprache schrieb Lothar Ehrlich. Das Szenenbild sowie die Kostüme stammten von Heinz Wenzel und für die Dramaturgie waren Gerhard Schubert und Hans-Martin Rahner verantwortlich.